# ATF Dingo 2
ATF Dingo 2 je obrněný automobil druhé generace, založený na podvozku vozu Unimog a vyráběný německou zbrojařskou firmou KMW. Vozidlo je především zkonstruováno pro nasazení v obtížných zahraničních misích, vyznačuje se velmi dobrou balistickou ochranou, odolává palbě z ručních zbraní, účinkům min a dalších nástražných výbušných zařízení.
Dingo 2 je přizpůsobeno k letecké přepravě pomocí letadel C-130 Hercules, C-160 a transportních vrtulníků CH-47 a CH-53. Transportér je vyráběn v několika variantách pro různé využití a může přepravovat až 8 vojáků. Vybaven je klimatizací, kamerou na snímaní prostoru za vozidlem, moderními komunikačními prostředky, ABS a přijímačem systému GPS. Kulomet ráže 7,62 nebo 12,7 mm, jímž je vozidlo vyzbrojeno, se bezpečně ovládá z vnitřního prostoru vozidla, místo kulometu může být vozidlo vybaveno také automatickým granátometem HK GMG ráže 40 mm.
Ve výzbroji české armády je 21 kusů vozidel Dingo 2. Dalšími uživateli vozidla ATF Dingo jsou Německo, Belgie, Rakousko a Lucembursko.

## Technické údaje
- Rozměry: 6,006 m x 2,5 m x 2,3 m
- Celková hmotnost: 11.9 t
- Výkon motoru: 163 kW
- Dojezd: 1000 km
- Výzbroj: 5,65mm kulomet MG4, 7,62mm kulomet MG3 či MG5, nebo M2HB ráže 12,7 mm, nebo 40mm granátomet HK GMG